# Énok második könyve
Énok második könyve, Énok szláv apokalipszise, vagy Énok titkainak könyve ószövetségi apokrif irat, mely Énok ősatyáról szól.
A sokáig csak a 7. századi ószláv nyelvű változatból volt ismert, amely orosz fordításban maradt fenn, és a szentek életét tartalmazó 16. századi oroszországi műbe került be. (Csetyji Minyeji, magyar címe: „Az igazhitű Henoch könyve”.)[forrás?] Többen feltételezték, ez egy keresztény szerző munkája, aki alexandriai zsidó minta után dolgozott. Az is az elképzelések között szerepelt, hogy a műnek kellett lennie egy arám vagy etióp eredeti iratnak. A vitát részben megoldotta, hogy 2009-ben a könyvnek kopt nyelvű töredékei kerültek elő.
A művet tulajdonképpen a Genezis 5:21–32 átdolgozásának is lehet tekinteni. Leghosszabb része (1–68. fej.) Énok utazását írja le az égből családjához. A 69–73. fej. röviden Énok utódaival, többek között Melkizedekkel foglalkozik. A könyv elismeréssel adózik az áldozatoknak (2Hén. 42,6; 59,1), tehát valószínűleg a Templom lerombolása előtti korba nyúlik vissza, és a Hasmoneus korszak végét követő időből származik, mert ismeri Sirák fia, a Bölcsesség és Énok első könyvét.[forrás?]

## Énok második könyve magyar nyelven
- Énok titkainak könyve (részlet) (magyar nyelven). churchofgod.hu. (Hozzáférés: 2015. szeptember 17.)
- Fröhlich Ida (szerk.): Henok könyvei (ford. Dobos Károly Dániel, Fröhlich Ida, Hollós Attila). Ószövetségi apokrifek 1, Piliscsaba: PPKE BTK, 2009